# 瓦连京·谢罗夫
瓦连京·亚历山德罗维奇·谢罗夫（羅馬化：Valentin Alexandrovich Serov；1865年1月19日—1911年12月5日） ，俄罗斯著名肖像画家。
谢罗夫从童年时期就师从列宾学画，1880年进入圣彼得堡美术学院，他的早期画风深受列宾的现实主义画派和在圣彼得堡美术学院任教的契斯恰柯夫的注重形体画风的影响。他于1887年的作品《女孩和桃子》中，体现了他对光和色彩的表现能力，深受印象主义画派的影响。
1890年以后，谢罗夫的作品主要体现在肖像画上，他画了大量的画家、作家和演员的肖像，很注重表现人物的心理状态。他的画风从明亮的光线和色彩转变为灰色和棕色的调子。1894年他加入巡回展览画派。他后期的作品逐渐变得更为简练和精确。1900年以后他创作了许多风景画，画风想浪漫主义画派风格转移。
进入20世纪后，他开始想现代派的画风靠拢，但仍然保留他的现实主义痕迹。1903年成为圣彼得堡美术协会成员。但他的思想具有民主意识，积极支持1905年到1907年的革命，1905年为了抗议1月9日的屠杀，退出美术协会。晚年绘制了一些历史画，和以神话为题材的作品。从1897年至1909年他在“莫斯科绘画雕塑建筑学院”任教，培养出许多俄罗斯著名画家。

## 作品

自画像
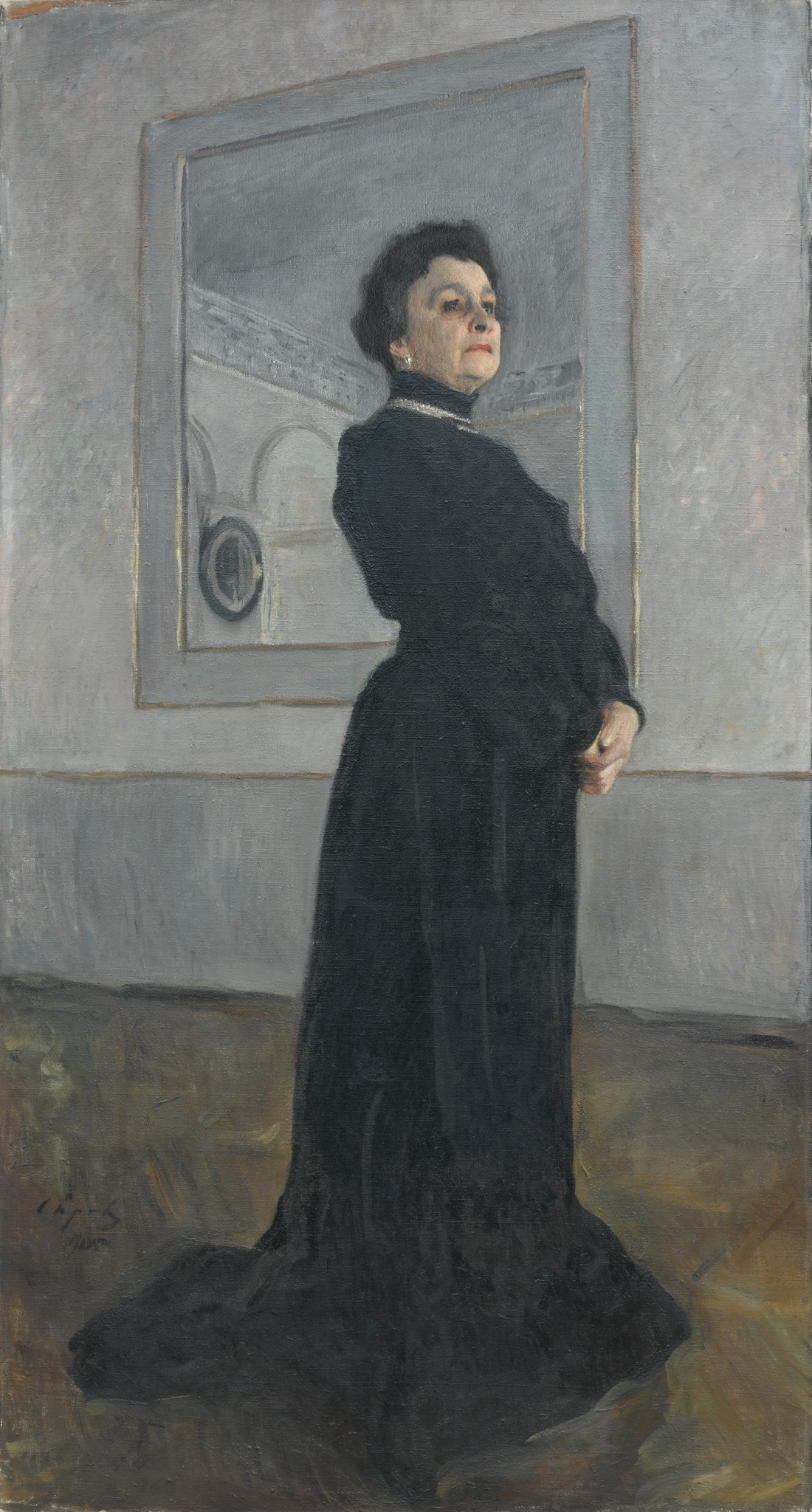
女演员玛利亚·叶莫洛娃像
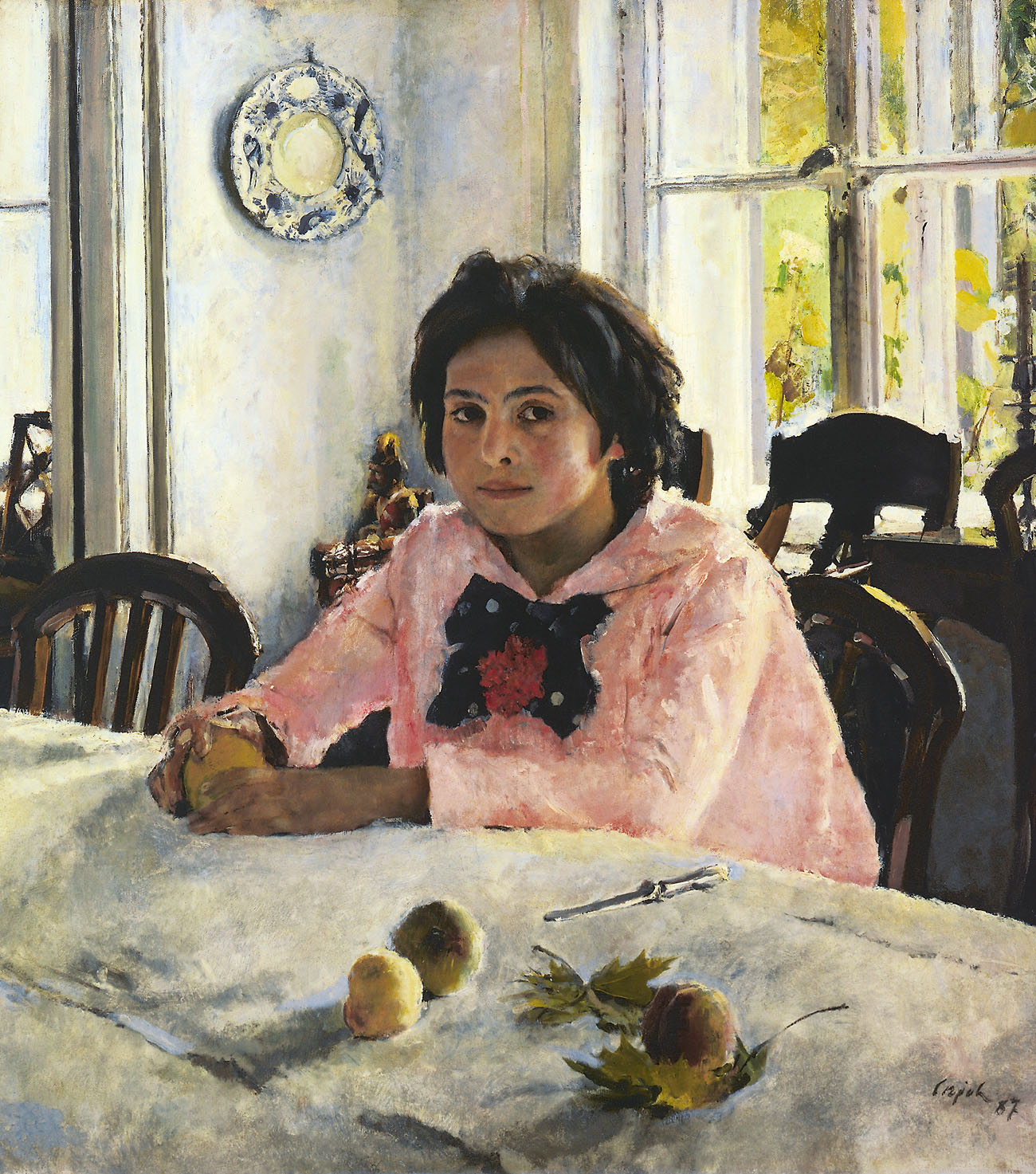
女孩和桃子